# Neverin
Neverin ist eine Gemeinde im Landkreis Mecklenburgische Seenplatte in Mecklenburg-Vorpommern. Sie ist Sitz des gleichnamigen Amtes, dem weitere elf Gemeinden angehören.

## Geografie
Neverin liegt inmitten der hügeligen und seenreichen eiszeitlichen Grundmoränenlandschaft des Werders, etwa zehn Kilometer nordöstlich von Neubrandenburg.
Zur Gemeinde gehören die Ortsteile Neverin und Glocksin.

## Geschichte

### Neverin
Neverin wurde im Jahre 1385 als Neveryn erstmals urkundlich erwähnt. Der Ortsname wird aus dem Slawischen abgeleitet und bedeutet so viel wie Ort des oder der Nevera (Unglaube). Früher befand sich im Ortsgebiet eine Burg, von der außer einigen kleinen Resten nichts mehr zu sehen ist. Das Rittergut war u. a. im Besitz der Familien von Arnim (ab um 1694), von Berg (ab 1713), von Dewitz (ab 1720), von Gloeden (ab 1759), von Bothmer (ab 1765), von Dewitz (ab 1783) und von Behr-Negendank (1812–1945). Von der Gutsanlage blieben nur wenige bauliche Reste. Das um 1800 errichtete klassizistische Herrenhaus wurde 1985/87 gesprengt und abgeräumt.

### Glocksin
Glocksin wurde 1337 erstmals erwähnt. Oswald Ihlenfeld war im 15. Jahrhundert Besitzer des dortigen Ritterguts, das 1609/1613 von der Stadt Neubrandenburg gekauft wurde. Während des Dreißigjährigen Krieges wurde das Gut verkauft. Im Jahre 1791 kaufte der Geheimrat Ludwig Anton Seib das Gut, das im Familienbesitz verblieb. Im Jahre 1802 entstand eine Schmiede, 1805 die Kirche, 1870 die Schule und 1884 ein Bahnhof. Nach 1945 verlor die Familie Seib das Gut an den Staat. Am 1. Juli 1950 wurde Glocksin eingemeindet. Im Jahr 1967 entstand eine Wasserleitung und 1983 eine Bitumenstraße. Nach 1995 wurden neue Wohnhäuser gebaut und 2003 die Kirche renoviert.

## Politik

### Bürgermeister
- seit 2019 - Nico Klose (Bürger für Neverin)[4][5]
- 2014 bis 2019 - Helmut Hesse (CDU)
- 1999 bis 2014 - Helmut Frosch (CDU)

### Wappen
| Wappen von Neverin | Blasonierung: „In Blau ein aus dem Unterrand emporkommender silberner Turm mit sich nach oben verjüngendem Schaft, ausladendem Geschoss mit zwei schwarzen Fenstern und schwarzem Fachwerk, überstehendem, roten Spitzdach, besteckt mit rotem Knauf; am Schaft begleitet beiderseits von einem schwarzen Eichenzweig mit drei silbernen Blättern.“ |
| Wappen von Neverin | Wappenbegründung: Im Wappen widerspiegelt das Turmsymbol den um 1922 errichteten Wasserturm, das Wahrzeichen des Ortes. Als Beizeichen wurde ein Zweig aus dem Wappen der Familie von Seip entlehnt, die seit 1791 im Besitz von Glocksin war, und deren Wappenschild in Rot auf einem grünen Hügel eine silberne Taube mit einem dreiblättrigen goldenen Zweig im Schnabel zeigt. Das Wappen und die Flagge wurde von dem Schweriner Heraldiker Heinz Kippnick gestaltet. Es wurde zusammen mit der Flagge am 7. Juli 2000 durch das Ministerium des Innern genehmigt und unter der Nr. 211 der Wappenrolle des Landes Mecklenburg-Vorpommern registriert. |

### Flagge
Die Flagge ist quer zur Längsachse des Flaggentuchs von Blau, Weiß und Blau gestreift. Die blauen Streifen nehmen je ein Viertel, der weiße Streifen nimmt die Hälfte der Länge des Flaggentuchs ein. In der Mitte des weißen Streifens liegt das Gemeindewappen, das zwei Drittel der Höhe und ein Drittel der Länge des Flaggentuchs einnimmt. Die Länge des Flaggentuchs verhält sich zur Höhe wie 5:3.

### Dienstsiegel
Das Dienstsiegel zeigt das Gemeindewappen mit der Umschrift „GEMEINDE NEVERIN * LANDKREIS MECKLENBURGISCHE SEENPLATTE“.

## Sehenswürdigkeiten
- Neverin:
  - Gotische Feldsteinkirche aus dem 13. Jahrhundert; um 1770 wurde die Kirche umgebaut und verputzt.
  - Alter Wasserturm
- Glocksin: Dorfkirche Glocksin als Fachwerkbau

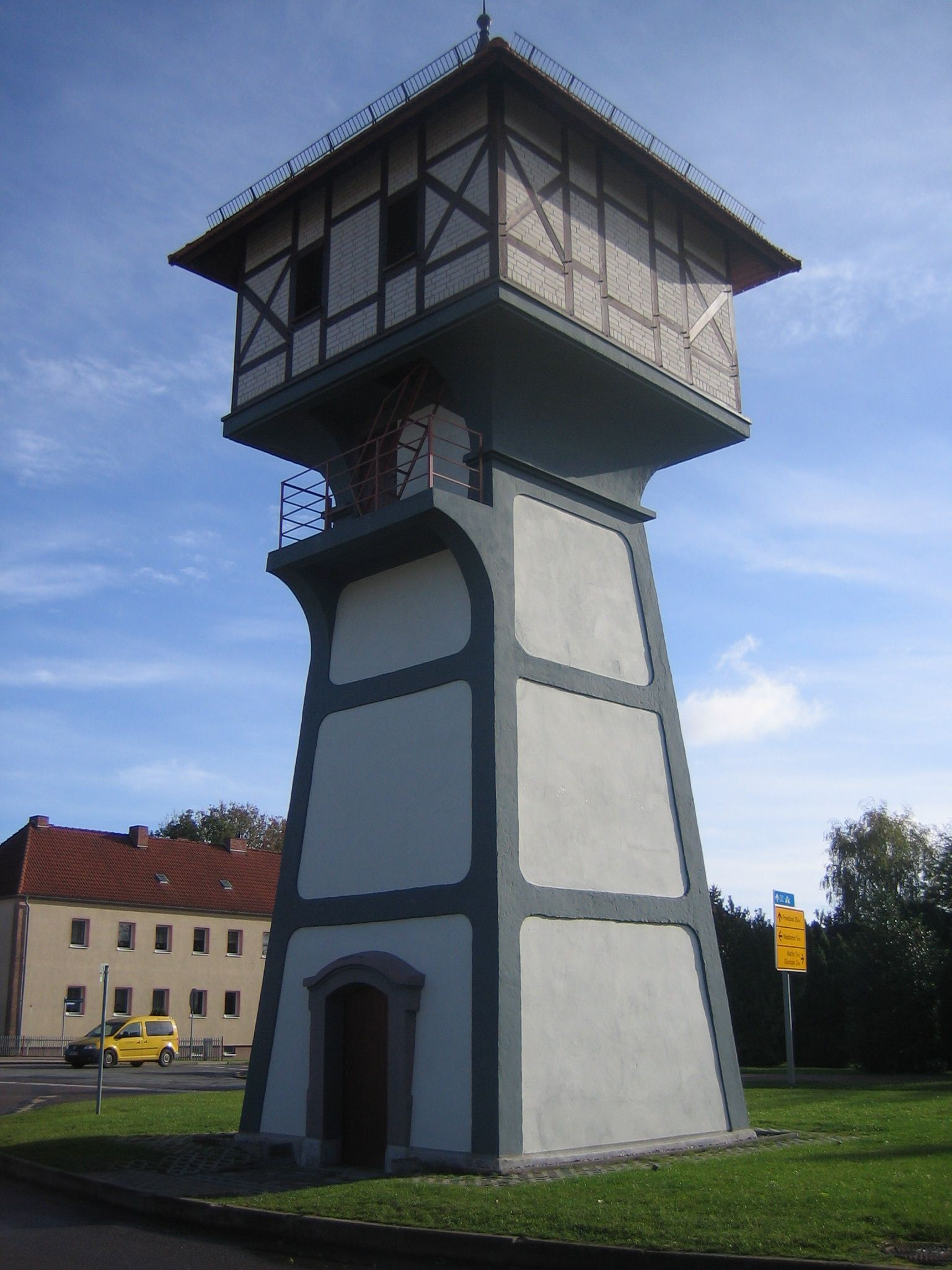
Wasserturm in Neverin
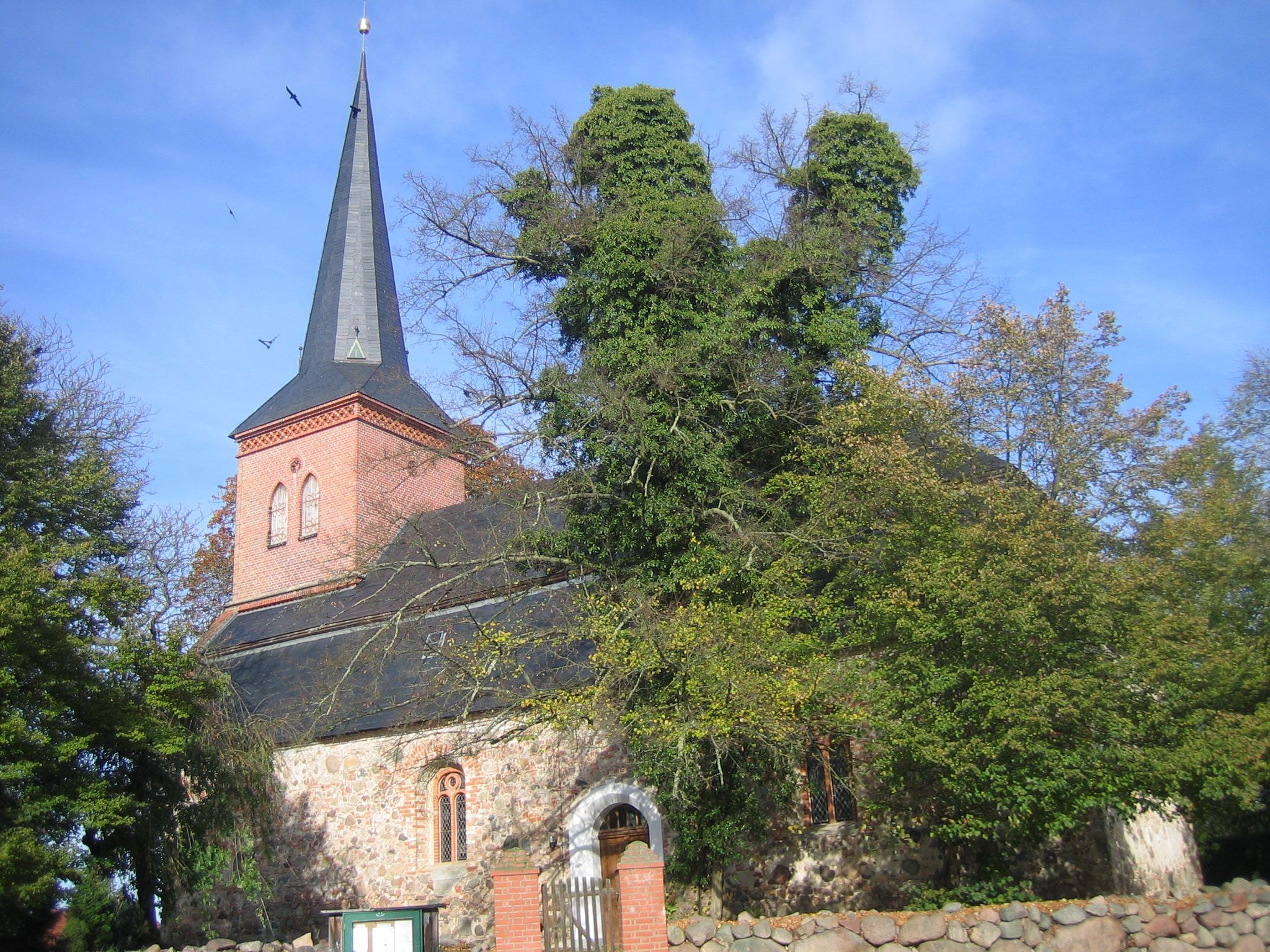
Dorfkirche Neverin
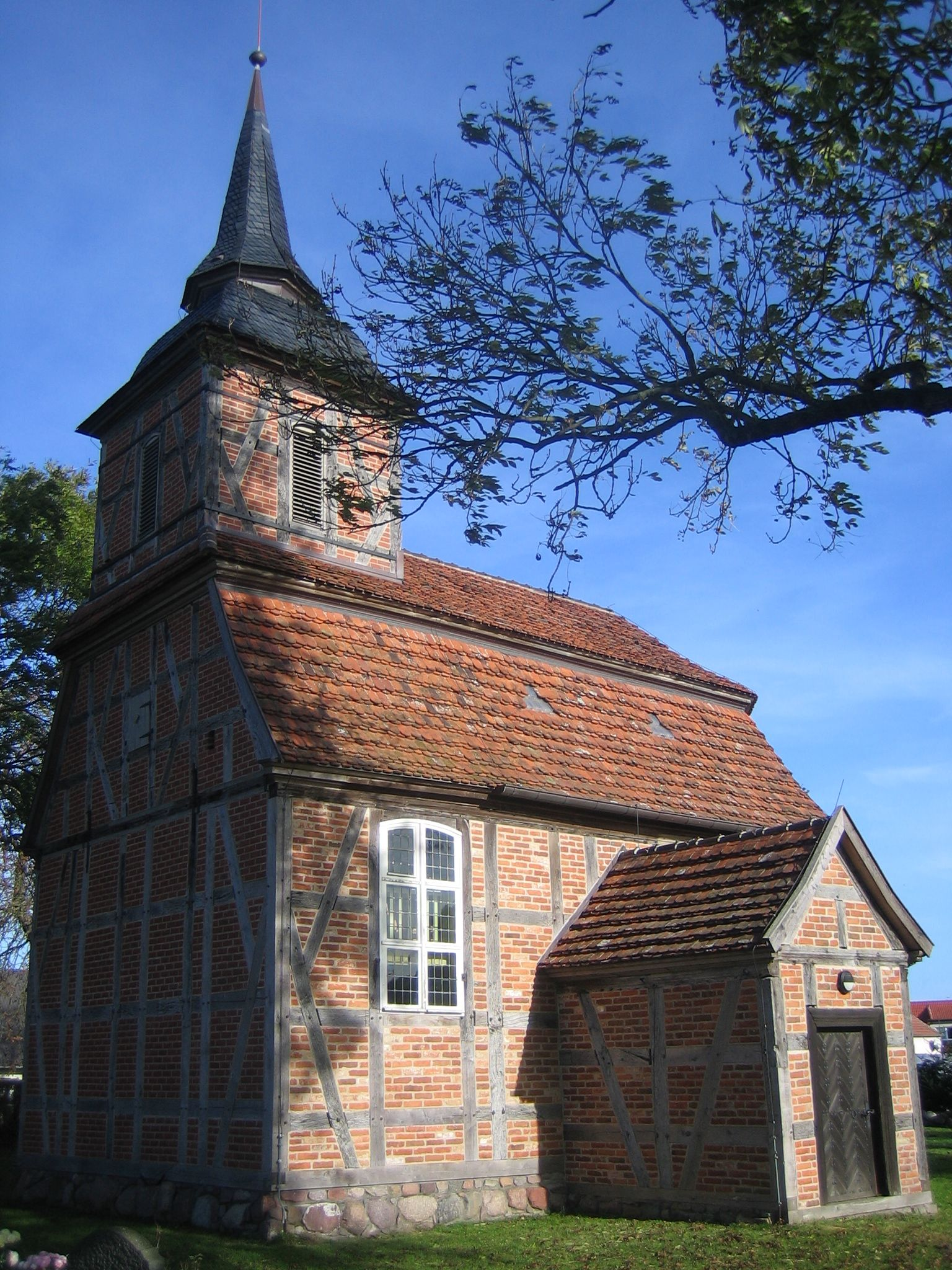
Dorfkirche Glocksin

## Verkehrsanbindung
In Neverin kreuzen die Landesstraßen 142 (Neubrandenburg-Brunn) und 28 (Altentreptow-Warlin). Östlich der Gemeinde verläuft die Bundesautobahn 20 (Anschluss Neubrandenburg-Nord in etwa acht Kilometern Entfernung). In Neubrandenburg und Altentreptow befinden sich die nächsten Bahnhöfe.